# Posłaniec Warmiński
Treść tego artykułu od 2017-02 może nie być zgodna z zasadami neutralnego punktu widzenia.
 Po wyeliminowaniu niedoskonałości należy usunąć szablon [[Szablon:Dopracować|]] z tego artykułu.
Posłaniec Warmiński – dwutygodnik katolicki Kurii Metropolitalnej Archidiecezji Warmińskiej.
Czasopismo religijno-społeczno-kulturalne wydawane w Olsztynie. Pomysł wydawania czasopisma narodził się po wybraniu Karola Wojtyły na papieża. Pierwszy numer ukazał się z datą 10 października 1982 r. Starania o pozwolenie na wydawanie pisma trwały około 3 lat – tyle zwlekał ówczesny Główny Urząd Kontroli Prasy Publikacji i Widowisk z wydaniem stosownego zezwolenia. 
Początkowo dwutygodnik miał nosić tytuł „Bóg sam daje nam znak”. Dewiza ta widnieje w logo (winiecie pisma, obok tytułu). Pismo było drukowane w odległych Bartoszycach – była to forma utrudnień ze strony ówczesnych władz. Do roku 1989 pismo miała charakter pisma opozycyjnego, wydawane było w nakładzie przekraczających 20 tys. egzemplarzy. Rozprowadzane było przez parafie. Docierało także na Powiśle, do Elbląga, Torunia, Ełku. Po roku 1989 nakład został zmniejszony (m.in. z powodu zmniejszenia diecezji oraz pojawiania się wielu innych czasopism o podobnej tematyce).
Winieta była najpierw czarno biała (pismo czarno-białe), potem niebieska (pismo czarno białe), w ostatnim okresie czerwona (pismo w pełnym kolorze na wszystkich stronach).
„Posłaniec Warmiński” był to dwutygodnik publikujący artykuły o tematyce religijnej, teologicznej, moralnej, podejmujący tematy wychowawcze i rodzinne, publikujący teksty literackie i poświęcone historii Kościoła na Warmii, w Polsce oraz na świecie. Pierwszym redaktorem naczelnym był ks. prałat Benedykt Przeracki (1978-2000). W Posłańcu Warmińskim publikowali swoje autorskie teksty historycy, literaci i olsztyńscy dziennikarze, także ci zwolnieni z pracy (do 1989 r.). Z czasopismem stale współpracowali: Daniela Lewicka, Janusz Jasiński, Erwin Kruk, Bohdan Kurowski, Maryna Okęcka-Bromkowa, Klemens Oleksik, Wacław Radziwinowicz, Jan Turnau, Wiesław Wojczulanis, a przede wszystkim księża z diecezji: bp Wojciech Ziemba, bp Jacek Jezierski, ks. Edward Michoń, ks. Wiesław Terez, ks. Władysław Nowak, ks. Edward Wiszowaty, ks. Ludwik Nadolski (cenzor kościelny) oraz księża spoza diecezji: prof. Czesław St. Bartnik, prof. Józef Tischner.
Na stałe zatrudnieni byli pracownicy administracyjni, dziennikarze i redaktorzy: Wanda Budryk (główna księgowa), Maria Fafińska, Sławomir Fafiński, Marek Gardzielewski (redaktor techniczny), Mieczysław Gierasimowicz (kierowca), Ryszard Kułakowski (sekretarz redakcji), Halina Kurowska (w stanie wojennym wyrzucona z redakcji czasopisma „Kontrasty”), Józef Lubieniecki (radca prawny, w niepełnym wymiarze), Piotr Piaseczyński, Wacław Radziwinowicz (sekretarz redakcji), Adam J. Socha, Barbara Wojczulanis (korektorka), Zenon Złakowski. Po ks. prałacie B. Przerackim redakcją kierował ks. Jan Rosłan (1999-2007), a z dniem 15 marca 2007 r. redaktorem „Posłańca” został mianowany ks. Ireneusz St. Bruski. Za jego redakcji na łamach pisma publikowali m.in.: ks. prof. Czesław St. Bartnik, s. Janina Bosko, Ernest Bryll, Joanna Cortes, Krystyna Gucewicz, Ewa Karaśkiewicz, prof. Janusz Jasiński, Elżbieta Mierzyńska, ks. Jan Pietrzyk, abp Edmund Piszcz, Danuta Siemek, prof. Maria Swianiewicz-Nagięć, Andrzej Taborski, Janina Zawadzka, Bożena Ulewicz, prof. Michał Wojciechowski, bp prof. Julian Wojtkowski, abp Wojciech Ziemba, Ewa Ziętek, Nina Złakowska. W ostatnich latach na łamach „Posłańca” ukazywał się cykl tekstów pisanych w gwarze warmińskiej (Warnijskie poziostki) autorstwa Edwarda Cyfusa oraz cykl fotograficzny („Spod warmińskiego nieba”) autorstwa Jerzego Walugi. Dzięki ks. Bruskiemu pismo stało się pięknie edytorsko, na wysokim poziomie merytorycznym wydawanym pismem obejmującym zasięg metropolii warmińskiej, a w prenumeracie indywidualnej trafiało do różnych zakątków kraju i za granicę.
30 grudnia 2009 r. decyzją abp. Wojciecha Ziemby pismo połączyło się z „Gościem Niedzielnym” i odtąd ukazuje się jako warmińska edycja "Gościa Niedzielnego". 
Ostatnie wydanie niezależnego „Posłańca Warmińskiego” ukazało się z numeracją: 3-4 / 2009 (24 I – 20 II 2009). W tekście, jaki ukazał się w tej edycji pisma Joanna Wańkowska-Sobiesiak, prezes SDP w Olsztynie, m.in. stwierdziła: „Posłaniec Warmiński w obecnej formie przestaje istnieć. Będzie wszywką do Gościa Niedzielnego. Zachowanie dotychczasowego tytułu, którym opatrzona będzie wszywka nie zmienia tego, że jako samodzielne pismo Posłaniec Warmiński przestaje istnieć. Wiemy wszyscy, że nie chodzi tu o wydawaną systemem powielaczowym gminną gazetkę, ale o kolorowe, wielostronicowe, pięknie łamane pismo, które wychodzi od ponad ćwierć wieku [...]. Oczywiste jest, że zadanie katechizacji i głoszenia społecznej nauki Kościoła można wypełniać wydając wkładkę do ogólnopolskiej gazety kościelnej. Naturalnie, o ile Gość Niedzielny znajdzie czytelników, bo dotychczas ma ich u nas niewielu. Nawet jeśli znajdzie, to i tak  będzie to tylko wkładka. I to na dodatek nie nasza, warmińska” („Koniec pewnej historii”, PW 3-4/2009, s. 68).